# Guida robot
Una guida robot è un sistema di visione artificiale che può guidare un robot tramite telecamere a fare un'azione.
Fondamentalmente le guide robot si possono dividere in tre tipologie:
1) guida robot per prendere oggetti
2) guida robot per effettuare lavorazioni
3) guida robot AGV (veicoli a guida automatica)
Nella prima categoria rientrano tutti i sistemi il cui scopo è quello di guidare un robot industriale (antropomorfo, scara, geodedico, cartesiano) nel prendere oggetti da posizioni non note a priori, come ad esempio oggetti sparsi alla rinfusa su nastri trasportatori (guida robot 2D) oppure in ceste o cassoni (guida robot 3D).
Nella seconda categoria rientrano tutti i sistemi il cui scopo è quello di guidare un robot industriale ad eseguire una lavorazione su un oggetto la cui posizione nello spazio potrebbe non essere precisamente definita. La guida robot è tipicamente di tipo adattativo, ossia corregge in tempo reale la posizione dove dovrà essere effettuata la lavorazione.
Nella terza categoria rientrano i sistemi di visione che guidano i robot intesi come veicoli semoventi seguendo un tracciato predefinito evitando ostacoli di varia natura.